# Joan Pau Gual
Joan Pau Gual (actiu entre els segles xvi i xvii) fou un prevere catòlic català.
El 1598 costava com a rector de Vallcarca. Entre 1603 i 1611 fou rector del Seminari Conciliar de Barcelona, mentre que el seu administrador fou Andreu Bages. Entre els papers del seu rectorat s'ha trobat la llista de seminaristes més antiga que s'ha trobat, amb data de 2 de febrer de 1603.